# Дональд Маклін (хокеїст)
Дональд Маклін (англ. Donald MacLean, нар. 14 січня 1977, Сідні) — канадський хокеїст, що грав на позиції центрального нападника. Згодом — хокейний тренер.

## Ігрова кар'єра
Хокейну кар'єру розпочав 1992 року.
1995 року був обраний на драфті НХЛ під 33-м загальним номером командою «Лос-Анджелес Кінгс». 
Протягом професійної клубної ігрової кар'єри, що тривала 15 років, захищав кольори команд «Лос-Анджелес Кінгс», «Торонто Мейпл-Ліфс», «Колумбус Блю-Джекетс», «Еспоо Блюз», «Детройт Ред-Вінгс», «Фінікс Койотс», «ЦСК Лайонс», «Зальцбург», «Редовре Майті Буллз», «Мальме Редгокс», «Медвещак» (Загреб).
Загалом провів 44 матчі в НХЛ, включаючи 3 гри плей-оф Кубка Стенлі.

## Тренерська робота
29 червня 2015 року, Маклін став асистентом головного тренера команди «Су-Сент-Марі Грейхаунд» Хокейна ліга Онтаріо, на цій посаді він пропрацював до 2020 року.

## Нагороди та досягнення
- Володар Меморіальний кубка в складі клубу «Галл Олімпікс» — 1997.
- Трофей Джона Б. Солленбергера — 2002.
- Нагорода Віллі Маршалла — 2006.
- Нагорода Леса Каннінгема — 2006.
- Чемпіон Австрії в складі «Ред Булл» (Зальцбург) — 2008.
- Чемпіон Хорватії в складі «Медвещак» (Загреб) — 2011.

## Статистика
| Сезон        | Клуб                    | Ліга           | Регулярний сезон | Регулярний сезон | Регулярний сезон | Регулярний сезон | Регулярний сезон | Плей-оф | Плей-оф | Плей-оф | Плей-оф | Плей-оф |
| Сезон        | Клуб                    | Ліга           | І                | Г                | П                | О                | ШХ               | І       | Г       | П       | О       | ШХ      |
| ------------ | ----------------------- | -------------- | ---------------- | ---------------- | ---------------- | ---------------- | ---------------- | ------- | ------- | ------- | ------- | ------- |
| 1992–93      | «Галіфакс Гокс»         | Нова Шотландія | 27               | 15               | 25               | 40               | 34               | —       | —       | —       | —       | —       |
| 1993–94      | «Галіфакс Гокс»         | Нова Шотландія | 25               | 35               | 35               | 70               | 151              | —       | —       | —       | —       | —       |
| 1994–95      | «Бопор Гарфенгс»        | ГЮХЛК          | 64               | 15               | 27               | 42               | 37               | 17      | 4       | 4       | 8       | 6       |
| 1995–96      | «Бопор Гарфенгс»        | ГЮХЛК          | 1                | 0                | 1                | 1                | 0                | —       | —       | —       | —       | —       |
| 1995–96      | «Лаваль Тітан»          | ГЮХЛК          | 21               | 17               | 11               | 28               | 29               | —       | —       | —       | —       | —       |
| 1995–96      | «Галл Олімпікс»         | ГЮХЛК          | 39               | 26               | 34               | 60               | 44               | 17      | 6       | 7       | 13      | 14      |
| 1996–97      | «Галл Олімпікс»         | ГЮХЛК          | 69               | 34               | 47               | 81               | 67               | 14      | 11      | 10      | 21      | 29      |
| 1996–97      | «Галл Олімпікс»         | МК             | —                | —                | —                | —                | —                | 4       | 4       | 6       | 10      | 6       |
| 1997–98      | «Фредериктон Канадієнс» | АХЛ            | 39               | 9                | 5                | 14               | 32               | 4       | 1       | 3       | 4       | 2       |
| 1997–98      | «Лос-Анджелес Кінгс»    | НХЛ            | 22               | 5                | 2                | 7                | 4                | —       | —       | —       | —       | —       |
| 1998–99      | «Спрингфілд Фалконс»    | АХЛ            | 41               | 5                | 14               | 19               | 31               | —       | —       | —       | —       | —       |
| 1998–99      | «Гранд-Репідс Гріффінс» | ІХЛ            | 28               | 6                | 13               | 19               | 8                | —       | —       | —       | —       | —       |
| 1999–2000    | «Ловелл Лок Монстерс»   | АХЛ            | 40               | 11               | 17               | 28               | 18               | —       | —       | —       | —       | —       |
| 1999–2000    | «Сент-Джонс Мейпл-Ліфс» | АХЛ            | 21               | 14               | 12               | 26               | 8                | —       | —       | —       | —       | —       |
| 2000–01      | «Сент-Джонс Мейпл-Ліфс» | АХЛ            | 61               | 26               | 34               | 60               | 48               | 4       | 2       | 1       | 3       | 2       |
| 2000–01      | «Торонто Мейпл-Ліфс»    | НХЛ            | 3                | 0                | 1                | 1                | 2                | —       | —       | —       | —       | —       |
| 2001–02      | «Сент-Джонс Мейпл-Ліфс» | АХЛ            | 75               | 33               | 54               | 87               | 49               | 9       | 5       | 5       | 10      | 6       |
| 2001–02      | «Торонто Мейпл-Ліфс»    | НХЛ            | —                | —                | —                | —                | —                | 3       | 0       | 0       | 0       | 0       |
| 2002–03      | «Сірак'юс Кранч»        | АХЛ            | 17               | 9                | 9                | 18               | 6                | —       | —       | —       | —       | —       |
| 2003–04      | «Колумбус Блю-Джекетс»  | НХЛ            | 4                | 1                | 0                | 1                | 0                | —       | —       | —       | —       | —       |
| 2003–04      | «Сірак'юс Кранч»        | АХЛ            | 77               | 27               | 41               | 68               | 45               | 7       | 0       | 3       | 3       | 4       |
| 2004–05      | «Еспоо Блюз»            | СМ-Л           | 51               | 22               | 21               | 43               | 46               | —       | —       | —       | —       | —       |
| 2005–06      | «Гранд-Репідс Гріффінс» | АХЛ            | 76               | 56               | 32               | 88               | 63               | 14      | 6       | 2       | 8       | 8       |
| 2005–06      | «Детройт Ред-Вінгс»     | НХЛ            | 3                | 1                | 1                | 2                | 0                | —       | —       | —       | —       | —       |
| 2006–07      | «Сан-Антоніо Ремпедж»   | АХЛ            | 66               | 33               | 28               | 61               | 51               | —       | —       | —       | —       | —       |
| 2006–07      | «Фінікс Койотс»         | НХЛ            | 9                | 1                | 1                | 2                | 0                | —       | —       | —       | —       | —       |
| 2007–08      | «ЦСК Лайонс»            | НЛА            | 11               | 4                | 1                | 5                | 16               | —       | —       | —       | —       | —       |
| 2007–08      | «Зальцбург»             | Австрія        | 13               | 13               | 7                | 20               | 8                | 14      | 8       | 5       | 13      | 30      |
| 2008–09      | «Редовре Майті Буллз»   | Данія          | 7                | 0                | 3                | 3                | 0                | —       | —       | —       | —       | —       |
| 2008–09      | «Редовре»               | Данія 2        | 2                | 1                | 1                | 2                | 0                | —       | —       | —       | —       | —       |
| 2008–09      | «Мальме Редгокс»        | Швеція         | 38               | 15               | 15               | 30               | 18               | —       | —       | —       | —       | —       |
| 2009–10      | «Мальме Редгокс»        | Швеція         | 42               | 16               | 13               | 29               | 4                | 5       | 1       | 1       | 2       | 0       |
| 2010–11      | «Медвещак» (Загреб)     | Австрія        | 43               | 8                | 14               | 22               | 24               | 5       | 1       | 1       | 2       | 8       |
| 2010–11      | «Медвещак» (Загреб) II  | Хорватія       | —                | —                | —                | —                | —                | 3       | 6       | 2       | 8       | 0       |
| Усього в АХЛ | Усього в АХЛ            | Усього в АХЛ   | 513              | 223              | 246              | 469              | 351              | 38      | 14      | 14      | 28      | 22      |
| Усього в НХЛ | Усього в НХЛ            | Усього в НХЛ   | 41               | 8                | 5                | 13               | 6                | 3       | 0       | 0       | 0       | 0       |